# Capteur de courant à effet Hall
Pour les articles homonymes, voir Capteur de courant.
Le capteur de courant à effet Hall est un type de capteur de courant exploitant l'effet Hall pour produire une tension qui est l'image exacte (avec un facteur de proportionnalité connu) du courant à mesurer ou à visualiser,,.

## Explication
Le capteur représenté ci-dessous délivre en sortie une tension vH quasiment proportionnelle au champ magnétique et donc dépendant de l'intensité i : le courant à visualiser est appliqué à un enroulement de circuit magnétique. Il produit un champ magnétique qui est responsable de l'apparition de la tension « Hall » vH,,.
Mais les non-linéarités et les phénomènes d'hystérésis empêchent d'obtenir une mesure très précise dans une large gamme d'intensité. Aussi le montage est-il modifié : un système de contre-réaction impose au transformateur ci-dessous de fonctionner à flux nul, et c'est le courant d'annulation du flux iS qui est converti en tension à l'aide d'un convertisseur à amplificateur opérationnel,,.
Le rapport de transformation m dépend du nombre de spires de l'enroulement secondaire par rapport au nombre de « passages » du circuit primaire. Ce rapport est généralement égal à 1 000 ou 2 000, voire jusqu'à 10 000 pour les modèles mesurant de très fortes intensités.
On a : iS = 1/m · iP.
Ce type de capteur est plus coûteux que le shunt et sa sensibilité aux champs magnétiques extérieurs peut nécessiter quelques précautions, mais il apporte de nombreux avantages :
- la chute de tension introduite dans le montage est très faible : vS étant limitée à quelques volts la tension vP est inférieure à quelques mV ;
- l'isolation galvanique entre la mesure et le circuit est un élément appréciable de sécurité et permet d'éliminer l'influence du mode commun sur la mesure ;
- la bande passante est relativement large : du continu à couramment 100 kHz, voire 200 kHz[3] (1 MHz pour certains modèles)[2], elle est souvent supérieure à celle du voltmètre mesurant la tension vM ;
- la grandeur de sortie des capteurs de courant à effet Hall industriels étant généralement un courant, ceci permet, en plaçant la résistance de mise à l'échelle de la mesure à distance, une meilleure immunité contre les parasites, dans les applications de conversion de l'énergie.

Du fait de l'éventail des calibres et de leur bande passante, les capteurs de courant à effet Hall sont introduits dans un grand nombre d'appareils de mesure : ampèremètres, multimètres, wattmètres, analyseurs de réseau et convertisseurs courant-tension pour oscilloscope.
Ils sont aussi largement utilisés comme éléments de mesure dans les boucles de régulation d'intensité des convertisseurs électroniques comme les onduleurs, variateurs de vitesse, cycloconvertisseurs.